# Sarcotoechia heterophylla
Sarcotoechia heterophylla är en kinesträdsväxtart som beskrevs av Sally T. Reynolds. Sarcotoechia heterophylla ingår i släktet Sarcotoechia och familjen kinesträdsväxter. Inga underarter finns listade i Catalogue of Life.